# Genêt des teinturiers
Genista tinctoria
Espèce
Classification phylogénétique
Le Genêt des teinturiers (Genista tinctoria) est une espèce de plantes à fleurs de la famille des Fabaceae. C’est un sous-arbrisseau aux feuilles lancéolées, non épineux, aux fleurs jaune vif, florissant de mai à août. Son aire de répartition naturelle s’étend de l’Europe à l’ouest de la Sibérie et à l’Afghanistan.
Ses fleurs et ses rameaux fleuris ont jadis été utilisés pour extraire une teinture jaune ou ocre pour la teinture de la laine et du lin.

## Nomenclature et étymologie
Le nom Genista tinctoria a été donné par Linné en 1753 dans Species Plantarum 2: 710.
Le nom de genre Genista vient du latin genista qui désignait diverses espèces de genêts.
L’épithète spécifique tinctoria vient du latin tīnctōrĭus, a, um, « qui sert à teindre, tinctorial » (Gaffiot.fr).

## Synonymes
Suivant POWO, il existe 4 espèces homotypiques :
- Corniola tinctoria (L.) Medik. in Vorles. Churpfälz.     Phys.-Ökon. Ges. 2: 342 (1787)
- Cytisus tinctorius (L.)     Vis. in Fl. Dalmat. 3: 268 (1851)
- Genistoides tinctoria (L.) Moench in Methodus: 133     (1794)
- Spartium tinctorium (L.) Roth in Tent. Fl. Germ.     1: 302 (1788)

## Répartition
L’aire de répartition naturelle du genêt des teinturiers s’étend de l’Europe à l’ouest de la Sibérie et à l’Afghanistan (voir la carte POWO).
Cette espèce est native d’Afghanistan, Albanie, Altay, Autriche, Pays Baltes, Biélorussie, Belgique, Bulgarie, Russie d’Europe centrale, Tchécoslovaquie, Danemark, Europe de l’Est : Russie, France, Allemagne, Grande-Bretagne, Grèce, Hongrie, Iran, Italie, Kazakhstan, Krym, Liban-Syrie, Pays-Bas, Caucase du Nord, Europe du Nord-Ouest de la Russie, Norvège, Pologne, Roumanie, Russie d’Europe du Sud, Espagne, Suède, Suisse, Transcaucasie, Turquie, Ukraine, Sibérie occidentale, Yougoslavie. Elle est présente dans toute la France, et occasionnelle en Corse.
Elle a été introduite en Argentine du Sud, Irak, Irkoutsk, New York Vermont, Victoria Wisconsin.

## Habitats
Genista tinctoria pousse principalement dans les pelouses, landes et ourlets mésoxérophiles à mésohygrophiles, ainsi que  les clairières forestières, les talus et les bords de routes. Elle préfère les sols bien drainés, sableux à limoneux, légèrement acides à neutres. Espèce héliophile.

## Statut de protection
En France, l'espèce est protégée dans le Nord-Pas-de-Calais et elle figure sur la liste rouge régionale.

## Description
Le genêt des teinturiers est un sous-arbrisseau, de 30-70 cm, à feuillage caduc, non épineux, dressé ou ascendant, un peu velu ou glabre, Il présente un système racinaire pivotant, avec des racines principales profondes et de nombreuses racines secondaires assurant un ancrage ferme dans le sol.
Les rameaux cylindriques sont striés, portent une écorce verte et n’ont jamais d’épines.  Les feuilles sont lancéolées, persistantes. Elles font de 45–50 mm de long sur 10 mm de large. Les stipules sont subulées.
L’ inflorescence est une grappe feuillées terminale allongée (un racème), généralement dressées portant de nombreuses fleurs jaunes, s’épanouissant de la base vers le sommet. La fleur est zygomorphe du type « fleur papilionacée », caractéristique de la famille des Fabacées. Elle présente les éléments suivants :
- un pédicelle court et velu
- un calice campanulé, bilabié, avec le lobe supérieur formé de deux dents et l'inférieur de trois dents plus petites. Il est généralement velu.
- une corolle jaune vif, typique des genêts, comportant les trois pièces
  - un étendard, grand pétale supérieur, glabre, dressé, légèrement arrondi et parfois veiné
  - des ailes, deux pétales latéraux plus petits, allongés
  - une carène, formée par la soudure des deux pétales inférieurs, elle enferme les organes reproducteurs.
- un androcée composé de 10 étamines diadelphes, avec 9 soudées entre elles et 1 libre.
- un gynécée composé d’un ovaire supère, allongé, surmonté d’un style incurvé et d’un stigmate terminal.

La floraison de Genista tinctoria a généralement lieu de mai à août, attirant divers pollinisateurs grâce à sa couleur vive et à sa structure adaptée à l'entomophilie. La pollinisation est effectuée par les abeilles, les mouches, les papillons et les coléoptères.
Le fruit est une gousse déhiscente, linéaire et aplatie, glabre, mesurant environ 2 à 3 cm de long et environ 4 à 5 mm de large. D’abord verte, elle passe au brun à maturité. Elle contient des graines ovales plates de couleur fauve.

## Caractéristiques
Organes reproducteurs

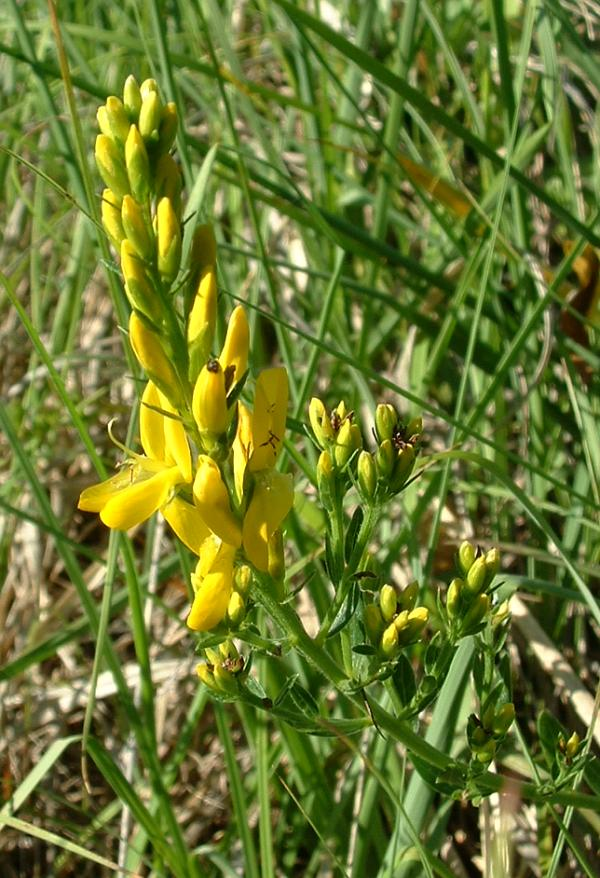
Genista tinctoria.

- Couleur dominante des fleurs : jaune
- Période de floraison : juin-septembre
- Inflorescence : racème simple
- Sexualité : hermaphrodite
- Pollinisation : entomogame

Graine
- Fruit : gousse
- Dissémination : barochore

Habitat et répartition
- Habitat type : landes atlantiques thermophiles, submaritimes
- Aire de répartition : atlantique

Données d'après : Julve, Ph., 1998 ff. - Baseflor. Index botanique, écologique et chorologique de la flore de France. Version : 23 avril 2004.

## Usage en teinture
Jadis pour obtenir une teinture, Marie Marquet indique l’utilisation des fleurs fraiches ou des rameaux fleuris qui permettaient de teindre le lin et la laine
| Usage en teinture           | | | | |                                                                                        |
| Partie de la plante         | Fleurs fraîches | Fleurs fraîches | Fleurs fraîches | Rameaux fleuris |                                                                                        |
| Période de récolte          | Pendant la floraison | Pendant la floraison | Pendant la floraison | Pendant la floraison | Pendant la floraison                                                                   |
| Conservation et préparation | Prévoir 3 à 4 fois le poids de laine à teindre en fleurs pour un jaune intense; hacher                                                 | Prévoir 3 à 4 fois le poids de laine à teindre en fleurs pour un jaune intense; hacher                                                 | Prévoir 3 à 4 fois le poids de laine à teindre en fleurs pour un jaune intense; hacher                                                 | Prévoir 3 à 4 fois le poids de laine à teindre en fleurs pour un jaune intense; hacher                                                 | Prévoir 3 à 4 fois le poids de laine à teindre en fleurs pour un jaune intense; hacher |
| Mordant                     | Alun + tartre | Alun + tartre | Alun + tartre | Alun + tartre | Alun + tartre                                                                          |
| Additif                     | Aucun | Cuivre | Fer | Aucun |                                                                                        |
| Couleur obtenue             | Jaune | Vert | Kaki | Ocre |                                                                                        |
| Colorants identifiés        | Flavonoïdes : flavones (génistoside, lutéolol, également présents dans la gaude), isoflavone (génistéol, caractéristique des Fabacées) | Flavonoïdes : flavones (génistoside, lutéolol, également présents dans la gaude), isoflavone (génistéol, caractéristique des Fabacées) | Flavonoïdes : flavones (génistoside, lutéolol, également présents dans la gaude), isoflavone (génistéol, caractéristique des Fabacées) | Flavonoïdes : flavones (génistoside, lutéolol, également présents dans la gaude), isoflavone (génistéol, caractéristique des Fabacées) |                                                                                        |
| Solidité lumière            | ++ | ++ | ++ | ++ |                                                                                        |
| Solidité lavage             | +++ | +++ | +++ | +++ |                                                                                        |